# Able (Rhesusaffe)

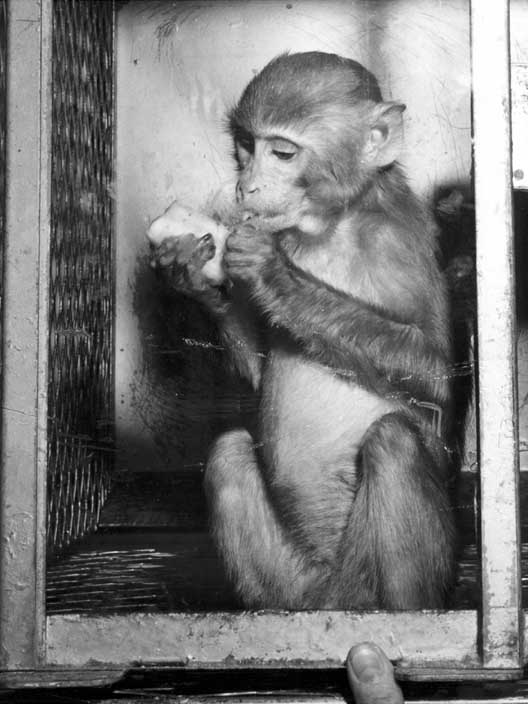
Able vor dem Raumflug.

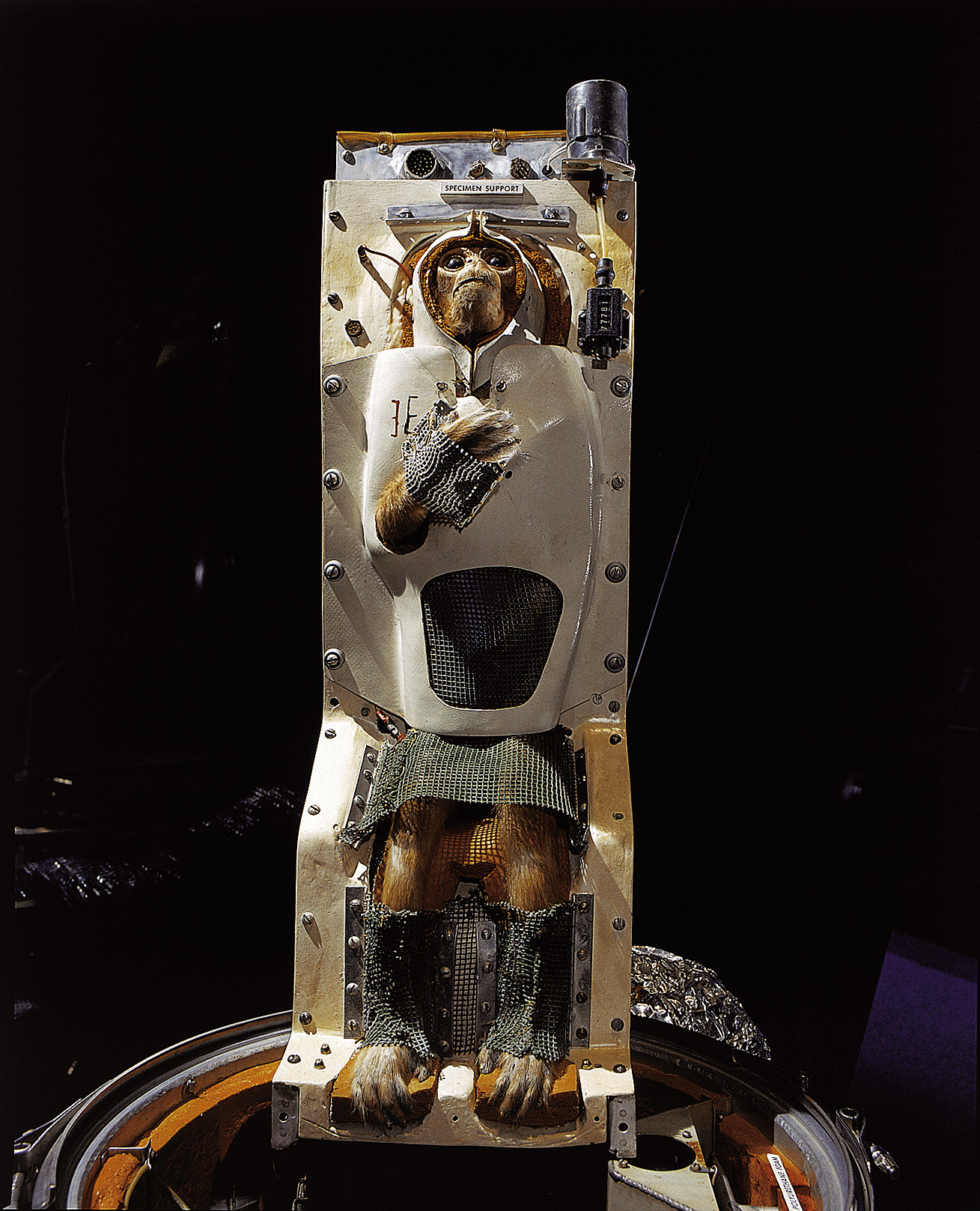
Able, präpariert in ihrem Raumanzug im National Air and Space Museum, Smithsonian Institution.

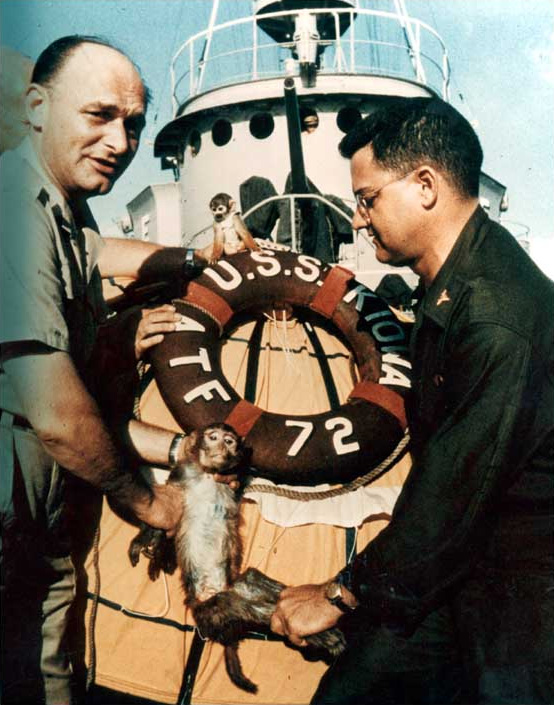
Able (Mitte, unten), nach der Bergung durch die USS Kiowa.

(Miss) Able (Dezember 1957 in Independence, Kansas – 1. Juni 1959 in Fort Knox, Kentucky) war ein weiblicher Rhesusaffe, der zusammen mit dem Totenkopfäffenchen Miss Baker als erster Primat einen Raumflug – wenn auch nur um vier Tage – überlebte. Sie starteten am 28. Mai 1959 mit der Mission Jupiter AM-18 vom Startkomplex 26 der Cape Canaveral AFS, erreichten eine Gipfelhöhe von 480 km und wasserten nach 16 min 2400 km entfernt im Meer vor Puerto Rico, wo sie von der USS Kiowa geborgen wurden. Wenig später starb sie während einer Operation, um eine implantierte Elektrode zu entfernen. Nach ihrem Tod wurde Able ausgestopft und gehört seitdem zur Ausstellung des National Air and Space Museum des Smithsonian in Washington D.C. Ihr Skelett befindet sich in der Sammlung des National Museum of Health and Medicine. Im Gegensatz zu ihren Vorgängerversuchstieren in der amerikanischen Raumfahrt wurden beide anthropomorphisiert und zu Helden stilisiert. Able ist eines der Smithsonian-Ausstellungsstücke, die im Film Nachts im Museum 2 zum Leben erwachen.

## Leben
Able war eine Nachzucht einer Tierhandlung in Independence, Kansas. Sie wurde lediglich zwei Wochen vor dem Starttermin als Ersatz für einen Wildfang aus Indien für den Flug bestimmt, da US-Präsident Eisenhower eine Belastung der Beziehungen mit Indien befürchtete. Während Miss Baker der Beitrag der US Navy zur Mission war, wurde Able von der US Army ausgewählt. Ables Raumanzug war eine Spezialanfertigung, bestehend aus einem Anzug, einem Fiberglashelm sowie einem nach einem Rhesusaffen-Gipsmodel maßgefertigtem Stühlchen mit einer großen Rückenplatte. Während des Flugs war Able in der Konstruktion fast vollständig fixiert. Sie hatte die Aufgabe, immer wenn ein rotes Lämpchen aufleuchtete, einen Taster zu drücken, der einen Funkimpuls auslösen sollte. Keiner dieser Impulse konnte während des Fluges aufgezeichnet werden, offiziell wegen eines Telemetriefehlers, gerüchteweise wurde dies aber der kurzen Trainingsphase Ables nach dem Affenaustausch zugeschrieben.
Nachdem sie und Miss Baker für den Flug ausgewählt worden waren, wurden beide zuerst nach den ersten beiden griechischen Buchstaben Alpha und Beta, später um besser dem Gebrauch der US-Streitkräfte zu entsprechen, nach den ersten beiden Buchstaben des damaligen US-Militärbuchstabieralphabet benannt.
Beide Affen überstanden den eigentlichen Raumflug mit einigen kleineren Schnitt- und Schürfwunden von ihren Helmchen, ansonsten aber in gutem gesundheitlichen Zustand. Während der operativen Entfernung einer implantierten EEG-Elektrode kam es wegen der Anästhesie zu einer Komplikation und einem Atemstillstand und nach 2,5 Stunden intensiver Rettungsbemühungen schließlich zum Tod. Die Todesursache konnte jedoch nicht festgestellt werden.

## Nachleben
Able und Miss Baker waren schnell zu Medienstars geworden, zwei Wochen nach dem Flug waren ihr Flug Titelgeschichte und sie auf dem Titel des Life Magazines; die Versuche, Able wiederzubeleben, wurden auf vier Seiten großformatig abgebildet. Sie wurde präpariert und ihr Körper in einer Art fixiert, die den Eindruck einer klassischen amerikanisch-patriotischen Geste erweckt, einem Hand-über-dem-Herz-Salutieren. Dies wird durch die Ausleuchtung in der Ausstellung des National Air and Space Museum noch verstärkt. Eine leicht veränderte und wieder zum Leben erweckte Fassung Ables – sie wird zum Männchen und zum Kapuzineräffchen – spielt im Film Nachts im Museum eine Rolle; der Geschlechterwechsel dient dem Zweck, den Affen patriotischer wirken lassen zu können.